# 7677 Sawa
7677 Sawa eller 1995 YP3 är en asteroid i huvudbältet som upptäcktes den 27 december 1995 av den japanska astronomen Takao Kobayashi vid Ōizumi-observatoriet. Den är uppkallad efter Takeyasu Sawa.